# Chris Hillman
Chris Hillman (Los Angeles, 4 december 1944) is een Amerikaans multi-instrumentalist. Hij geldt als een van de pioniers van de countryrock.

## Leven en werk

### Eerste jaren
De eerste stappen als muzikant zette Chris Hillman als mandolinespeler in een bluegrassgroep, The Foggy Mountain Boys, met enkele leden van de toekomstige Flying Burrito Brothers en Country Gazette. In de rest van zijn carrière komen deze roots constant terug.

### Byrds
Chris Hillman was een van de oorspronkelijke leden van The Byrds, waar hij als bassist in eerste instantie op de achtergrond bleef. Vanaf 1966 ontwikkelde hij zich als zanger en componist, kwaliteiten die voor het eerst hoorbaar waren op het album Younger Than Yesterday uit 1967. Na het album "Sweetheart of the Rodeo" nam hij afscheid van The Byrds.

### Flying Burrito Brothers

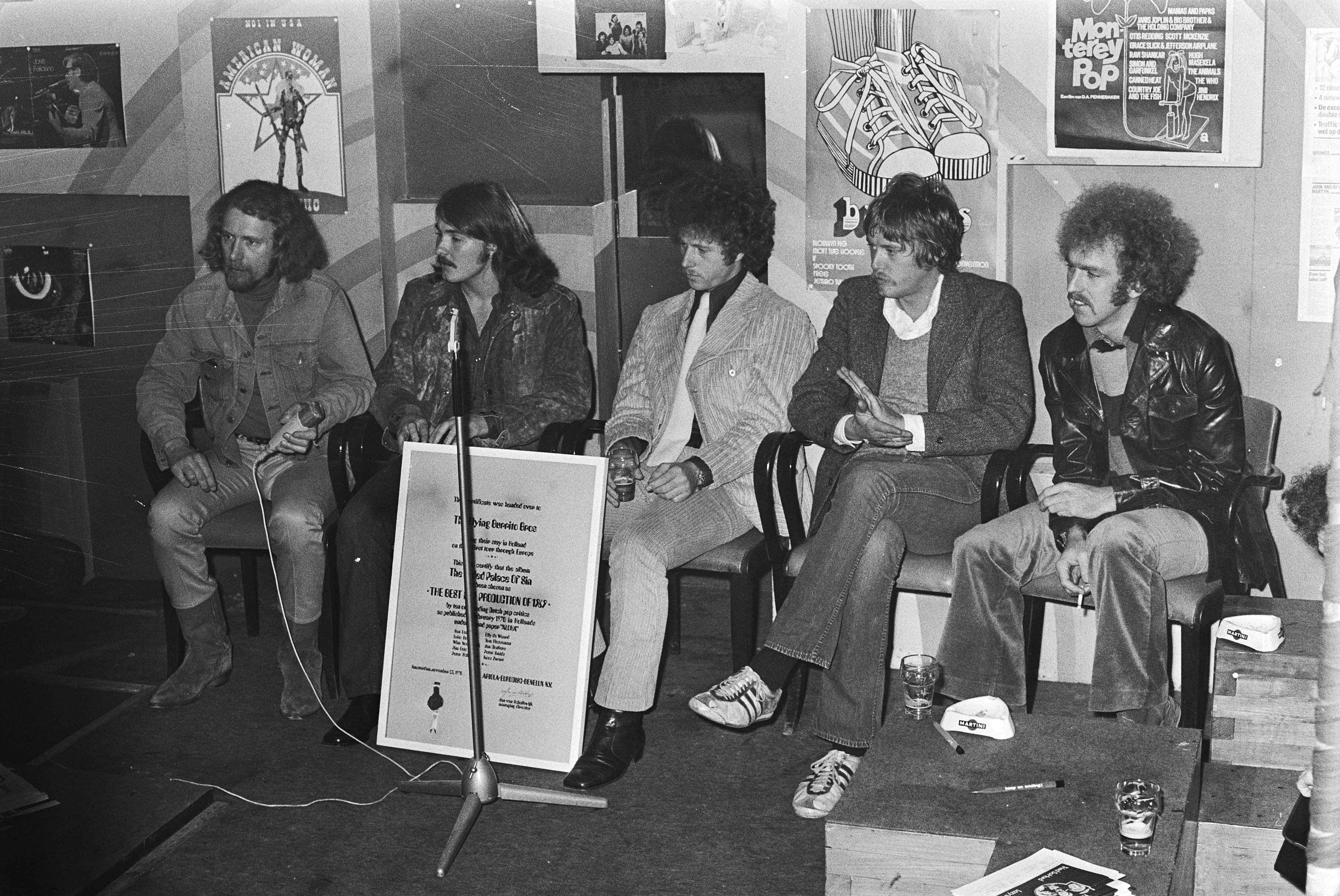
Flying Burritos (Amsterdam, 1970). Van links naar rechts: 'Sneaky' Pete Kleinow, Rick Roberts, Chris Hillman, Michael Clarke & Bernie Leadon

Na The Byrds richtte hij samen met Gram Parsons The Flying Burrito Brothers op. Samen met Gram schreef hij ook grotendeels het debuutalbum vol. Nummers als Sin City en Devil in Disguise worden nog steeds gezien als countryrock klassiekers. Na het derde album, genoemd naar de band, verlaat Chris the Burrito Brothers.

### Na The Flying Burrito Brothers

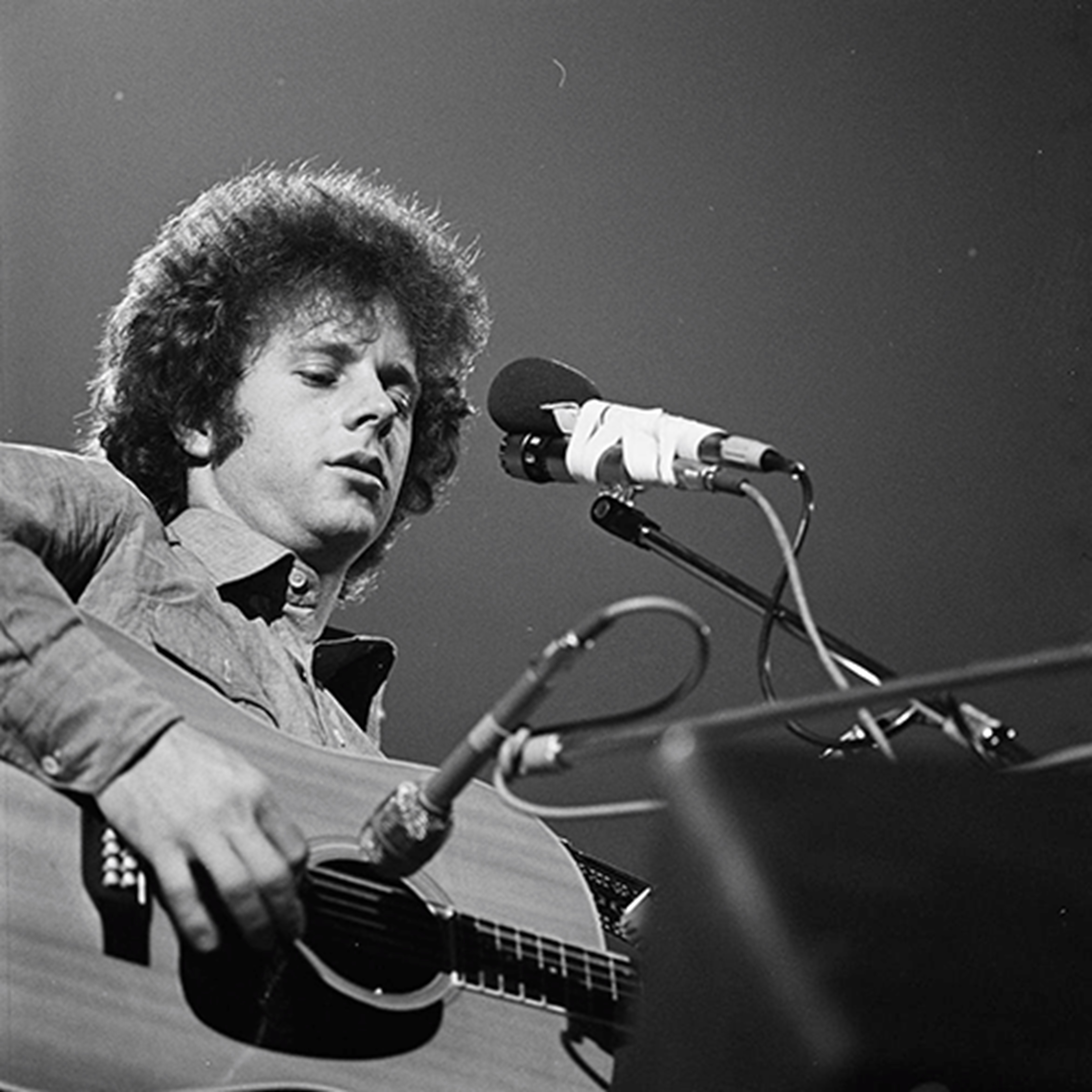
Hillman (Toppop, 1972)

In 1972 stapte hij over naar Manassas, de band van Stephen Stills. In 1974 nam hij deel aan de supergroep Souther, Hillman & Furay (met J.D. Souther en Richie Furay). Na twee solojaren richtte hij in 1977 met Roger McGuinn en Gene Clark McGuinn, Clark & Hillman op.

### Desert Rose Band
In de jaren tachtig richtte Hillman de Chris Hillman Band op, die later omgedoopt werd tot de succesvolle Desert Rose Band. Met verschillende nummer 1-noteringen was deze band de meest succesvolle band waaraan Hillman deelnam. In 1994 stopte de Desert Rose Band. Daarna ging hij samenwerken met gitarist/banjospeler Herb Pederson en bluegrassgitarist Tony Rice. Hij kiest ervoor om vooral akoestische, op bluegrass georiënteerde muziek te maken.

### Overige
Hillman en Gram Parsons zijn de ontdekkers van zangeres Emmylou Harris. Daarnaast is Chris Hillman ook als muzikant te horen op talloze albums.